# Palazzo del Refugio
Il palazzo del Refugio è un edificio di Livorno, ubicato nel quartiere della Venezia Nuova, nelle vicinanze della chiesa di Santa Caterina e dei Bottini dell'olio. Nell'Ottocento fu sede della Scuola di architettura, ornato e agrimensura (o Scuola Michoniana).
Dal maggio 2006 alcuni locali al pian terreno sono stati occupati dall'Officina Sociale Refugio, uno spazio sociale autogestito, con lo scopo di organizzare attività in campo teatrale e cinematografico, spazio tuttora esistente con il nome di TeatrOfficina Refugio .

## Storia
Nel 1682 il granduca Cosimo III de' Medici ordinò l'istituzione di un ricovero per i bisogni dei ceti più poveri, compito che fino ad allora era stato assolto dalle varie confraternite cittadine.
Inizialmente gli indigenti furono ospitati in due edifici della Venezia Nuova, ma successivamente fu innalzato un nuovo e più vasto fabbricato lungo il Canale dei Navicelli, corredato anche di una cappella (la cosiddetta chiesa del Luogo Pio) progettata da Giovanni del Fantasia.
Questo istituto si trasformò nel tempo in una casa di accoglienza esclusivamente femminile, mentre gli orfani di sesso maschile furono destinati al vicino palazzo del Refugio, la cui costruzione fu promossa dal governatore Carlo Ginori nel 1754.
La prima pietra fu posta nel 1755 ed i lavori furono conclusi rapidamente, tanto che nel 1758 la casa era già in funzione ed i ragazzi qui ospitati ricevevano istruzione principalmente sull'arte della navigazione.
Alcuni decenni dopo, per interessamento di Carlo Michon, nel palazzo fu istituita la "Scuola di Architettura, Ornato e Agrimensura".
Fu aperta al pubblico nel maggio 1825 e qui svolsero attività didattica architetti quali Gaetano Gherardi e Dario Giacomelli; alla scuola si formarono ad esempio Giuseppe Cappellini e Angiolo della Valle, autori di numerosi progetti nella Livorno lorenese.
Nel 1871 la scuola divenne un istituto professionale, ma durante la seconda guerra mondiale i violenti bombardamenti che imperversarono sulla città causarono la distruzione di un'ala dell'edificio.
Nel dopoguerra il palazzo del Refugio fu quindi adibito ad uso di civili abitazioni.

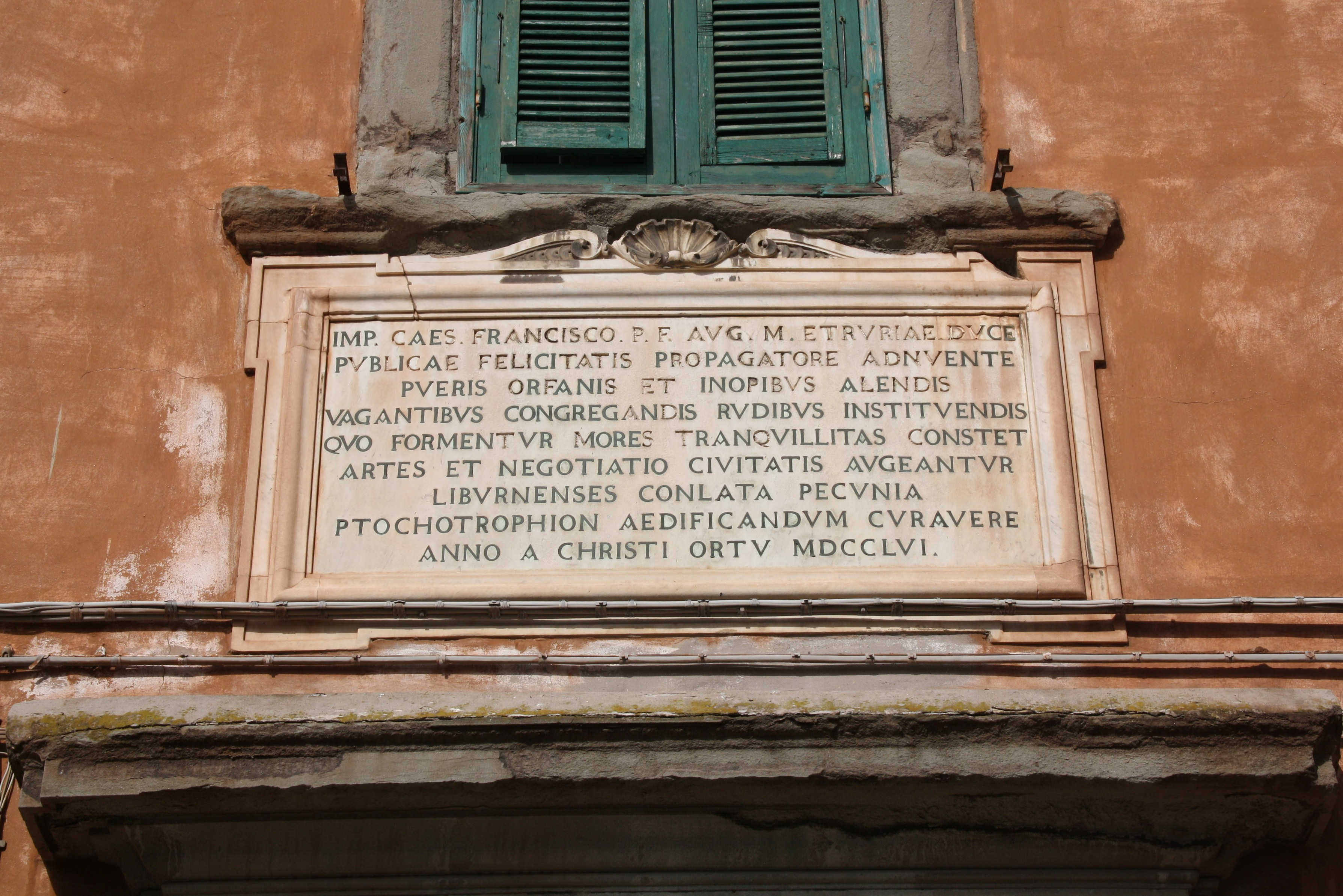
Epigrafe commemorativa

## Descrizione
Il palazzo del Refugio si inserisce in un lotto dove un tempo si trovava un preesistente cimitero urbano.
L'edificio mostra un fronte di sobria ispirazione barocca, con una facciata leggermente concava che segue l'andamento del fosso antistante.
Le ali laterali sono comprese tra la chiesa dei Domenicani ad est e il Canale dei Navicelli ad ovest.
La parte posteriore, lungo i Bottini dell'olio presenta invece una grande lacerazione dovuta alle distruzioni dell'ultima guerra e, al momento, attende ancora di essere ricostruita.
L'apparato decorativo è assente e solo una lapide commemorativa segna l'ingresso principale all'edificio.